# Bhābhra
Bhābhra är en ort i Indien.   Den ligger i delstaten Madhya Pradesh, i den centrala delen av landet, 700 km söder om huvudstaden New Delhi. Bhābhra ligger 369 meter över havet och antalet invånare är 9 965.
Terrängen runt Bhābhra är huvudsakligen platt, men åt sydväst är den kuperad. Runt Bhābhra är det ganska tätbefolkat, med 222 invånare per kvadratkilometer. Det finns inga andra samhällen i närheten. Trakten runt Bhābhra består till största delen av jordbruksmark.